# Јужни ветар (ТВ серија)
Јужни ветар је српска акционо-драмска телевизијска серија творца Милоша Аврамовића за РТС 1. Садржи делове истоименог филма из 2018. године и представља наставак филма. Премијера је била 19. јануара 2020. године на РТС 1.
Наставак представљају серије 
Јужни ветар 2: Убрзање и 
Јужни ветар: На граници.

## Радња
Јужни ветар приказује савремени Београд кроз визуру једног одређеног дела његовог становништва. Реч је о полусвету, члановима тзв. „подземља” који причају једну, пре свега, реалну причу о серији неуспеха „малог” човека у суровом окружењу. То је, кажу, поучна прича упућена младима у Србији, испричана кроз испреплетане судбине њихових вршњака и свих оних који су у жељи за бољим животом направили погрешан избор.
Радња серије почиње тамо где се први део филма завршава, односно прати живот младог криминалца Петра Мараша иза решетака. Након што му је казна изненада скраћена, Петар Мараш излази из затвора, али да се уместо поново прикључи Цару и његовој екипи, он започиње приватан бизнис препродаје половних аутомобила.
Прихвативши овај Марашев потез као хир који ће се врло брзо окончати, Цар своју пажњу фокусира на договор са Димитром који, уз Ступареву тј. подршку Црвеног, започиње нови посао са боливијским нарко кланом чији ће кокаин авионом допремити у Србију где би, по устаљеној шеми, за његов несметан транспорт ка западној Европи, требало да се побрине сам Цар. Посао који је, сам по себи врло ризичан, постаје још опаснији када за њега сазна и црногорски клан који је, под вођством Ваја, до тог тренутка водио главну реч кад је реч о тржишту кокаина.

## Улоге

### Главне
- Милош Биковић као Петар Мараш
- Миодраг Радоњић као Марко Милошевић „Баћа”
- Драган Бјелогрлић као Драгослав „Цар" (епизоде 1−4)
- Предраг Манојловић као Драгослав „Цар" (епизоде 5−14)
- Небојша Глоговац као Голуб (епизоде 1−4)
- Љубомир Бандовић као Василије Ђурашиновић „Вајо” (епизоде 5−14)
- Јована Стојиљковић као Софија Мараш
- Милош Тимотијевић као Главни инспектор Ступар
- Срђан Тодоровић као Јани (епизоде 1−4)
- Александар Берчек као Слободан Остојић „Црвени” (главни: епизоде 5−14; гост: епизода 4)
- Христо Шопов као Димитар Митевски
- Ивајло Захаријев као Христо Митевски (епизоде 1−2)
- Вук Костић као Спарта (епизоде 5−14)

Прве четири епизоде представљају сцене из истоименог филма, те је у новим епизодама улогу Драгослава Цара преузео Предраг Манојловић од  Драгана Бјелогрлића који није учествовао у даљем снимању.
Из истог разлога Анита Манчић је заменила Нелу Михаиловић у улози супруге Драгослава Цара после четврте епизоде серије, као и Милан Колак који је такође заменио Филипа Хајдуковића у улози Царевог сина после четврте епизоде серије.

### Епизодне
| Глумац                       | Улога                                  |
| ---------------------------- | -------------------------------------- |
| Јасна Ђуричић                | Анђела Мараш                           |
| Богдан Диклић                | Лазар Мараш                            |
| Лука Грбић                   | Ненад Мараш                            |
| Радован Вујовић              | Инспектор Танкосић                     |
| Александар Глигорић          | Зоран Живковић "Капућино"              |
| Андреј Шепетковски           | Срба                                   |
| Нела Михаиловић/Анита Манчић | Царева жена                            |
| Тамара Крцуновић             | Марија Ђурашиновић                     |
| Александар Гавранић          | Вушо Ђурашиновић                       |
| Младен Совиљ                 | Дрка                                   |
| Вахидин Прелић               | Инспектор Папић „Папа”                 |
| Иван Михаиловић              | Миодраг „Сине"                         |
| Никола Пејаковић             | Дебели (Босанац)                       |
| Александар Срећковић         | Кинез                                  |
| Александар Сано              | Бојко                                  |
| Мирко Влаховић               | Мирко Радоњић                          |
| Пасквале Еспозито            | Ћезаре Лукарди                         |
| Астрит Кабаши                | Лиридон (Либеро, Слобо)                |
| Славиша Чуровић              | Полицајац Рајко                        |
| Никола Перишић               | Дане                                   |
| Данило Челебић               | Бели                                   |
| Бојан Димитријевић           | Славиша                                |
| Небојша Миловановић          | Новак                                  |
| Филип Хајдуковић/Милан Колак | Стеван, Царев син                      |
| Алексеј Бјелогрлић           | Лепи                                   |
| Василије Вања Бојичић        | Коска                                  |
| Иван Костадинов              | Бугарин                                |
| Милица Михајловић            | Јована Милошевић „Јока”, Баћина сестра |
| Новак Билбија                | Паја                                   |
| Ејдел Франциско Балбуена     | Мандов                                 |
| Небојша Вранић               | Брадоња                                |
| Миодраг Драгичевић           | Затвореник Бамби                       |
| Драган Божа Марјановић       | Затвореник Јоца                        |
| Ђорђе Ђоковић                | Затвореник Паки                        |
| Дејан Аћимовић               | Солунац                                |
| Јово Максић                  | Живац                                  |
| Владимир Алексић             | Архитекта                              |
| Предраг Павловић             | Црни                                   |
| Саша Али                     | Друкара                                |
| Ненад Ћирић                  | Десимир, управник затвора              |
| Илир Прапаштица              | Бркати тип (Косово)                    |
| Раде Ћосић                   | Дилер Душановац                        |
| Теодора Бјелица              | Мина                                   |
| Стефан Вукић                 | Лик из Миријева                        |
| Игор Филиповић               | Љубиша „Љубе"                          |
| Милена Јакшић                | Маја                                   |
| Весна Станковић              | Мајина мајка                           |
| Исидора Грађанин             | Христова љубавница                     |
| Милош Петровић               | Суки, шеф Голубовог обезбеђења         |
| Бојан Јовин                  | Димитров телохранитељ                  |
| Љубомир Николић              | Телохранитељ Црвеног                   |
| Радоје Чупић                 | Начелник Мирковић                      |
| Петар Рашевић                | Возач                                  |
| Слободан Ћустић              | Министар унутрашњих послова            |
| Стојан Ђорђевић              | Јапи Жељко                             |
| Иван Томић                   | Јапи Радан                             |
| Душан Ковачевић              | Инспектор Ратко                        |
| Милан Чучиловић              | Уролог                                 |
| Милица Мајкић                | Аниматорка                             |
| Даниел Ковачевић             | Полицајац                              |
| Милан Никитовић              | Полицијски чиновник                    |
| Жарко Степанов               | Посластичар                            |
| Предраг Котур                | Чувар 1                                |
| Петар Михаиловић             | Брка, затворски чувар                  |
| Чедомир Штајн                | Чувар 3                                |
| Милутин Јанић                | Лука, Марашев син                      |
| Миодраг Милованов            | Деда                                   |
| Слађана Зрнић                | Зорица                                 |
| Богдан Галић                 | Реља                                   |
| Николас Иша                  | Генерал Пака Пака Флојд                |

## Музика
Поред модерних и тренутно актуелних постојећих песама, за потребе филма снимљен је читав сет песама. Целокупну музику за филм радила је београдска дискографска кућа Басивити. За потребе филма снимљене су следеће песме:
- Цоби и Senidah, 4 стране света (насловна нумера филма[2])
- Мили, Грми[3]
- Марлон Брутал и Ђус, Маче [3]
- Цоби и Мили, Јужни ветар гас[4]
- Анђела Вештица и MCN, Град греха [5]
- Микри Маус и Моногамија, Мојне с' нама[6]
- Surreal, Hollywood[3]

Снимање песама је настављено и за потребе серије, те су за остале епизоде снимљене следеће песме:
- Јована Николић и Цоби, Пази се (уводна шпица)[7]
- Mack Dames и Djokaton, Трабахо[8]
- Девито, Кока[8]
- Fox и MCN, Мараш[8]
- 2Bona, Joker[8]
- Цоби, Деведесете[8]
- Теја Дора, Олуја[8]
- Газда Паја и Марлон Брутал, Дизел[8]
- Мили, Јужни ветар гас 2[8]
- Елон, Она[8]
- Раста и Ди-џеј Линк, Југотон[8]